# Lund (Denemarken)
Lund is een plaats in de Deense regio Midden-Jutland, gemeente Horsens, en telt 1638 inwoners (2008).